# Villa suburbana (Unterbaar)
Die Villa suburbana auf der Gemarkung von Unterbaar, einem Ortsteil der Gemeinde Baar im schwäbischen Landkreis Aichach-Friedberg in Bayern, wurde im Jahr 1988 bei Flurbereinigungsarbeiten entdeckt. Die Vorstadtvilla liegt 900 Meter nordwestlich der Kirche St. Margareta und ist ein geschütztes Bodendenkmal.
Eine Notbergung zeigte, dass von den ehemals drei Steingebäuden eines bereits durch die Planierraupe restlos entfernt worden war und die beiden anderen stark beeinträchtigt waren. Gruben, Balkenspuren und Hüttenlehm wiesen auf Wirtschaftsgebäude im Umfeld hin.
Die Räume des Hauptgebäudes waren entlang eines 46 Meter langen und 3,5 Meter breiten Korridors angeordnet. Der Korridor endete im Nordosten in einen durch eine Quermauer abgetrennten Apsisraum, der acht Meter lang war. Der Wohntrakt der Villa war über zwei Heizräume (Praefurniae) beheizt worden. Der Hauptraum war mit bemaltem Wandverputz und einem Fußbodenmosaik repräsentativ ausgestaltet.
Der dokumentierte Befund war vermutlich nur ein Bruchteil der ehemals vorhandenen Bausubstanz, wobei landwirtschaftliche Gebäude wie Scheunen und Ställe kaum greifbar wurden.